# Gaspeldoornkaartmot
De gaspeldoornkaartmot (Agonopterix umbellana) is een vlinder uit de familie grasmineermotten (Elachistidae). De wetenschappelijke naam is voor het eerst geldig gepubliceerd in 1794 door Fabricius.
De soort komt voor in Europa.